# Parkia filicina
Parkia filicina är en ärtväxtart som först beskrevs av Carl Ludwig von Willdenow, och fick sitt nu gällande namn av Wilhelm Gerhard Walpers. Parkia filicina ingår i släktet Parkia och familjen ärtväxter. Inga underarter finns listade i Catalogue of Life.